# Asintmah Corona
Asintmah Corona est une corona, formation géologique en forme de couronne, située sur la planète Vénus par 25,9° N et 208° E. Elle est localisée dans le quadrangle de Ganiki Planitia. Elle a été nommée en référence à Asintmah, déesse Athabaskan de la terre et de la nature; la première femme sur Terre. 

## Géographie et géologie
Asintmah Corona couvre une surface circulaire d'environ 150 km de diamètre. 